# Kronologija Domovinskog rata: travanj 1994.

### 1. travnja
- Vijeće sigurnosti razmotrit će pitanje slanja 1.600 plavih kaciga za nadgledanje prekida vatre u Hrvatskoj, a broj vojnika koji će se smjesta poslati u BiH smanjen je na zahtjev SAD na 3.500, stoji u jednoglasno usvojenoj Rezoluciji 908 Vijeća sigurnosti.[1]

### 2. travnja
- Predsjednik Republike Hrvatske dr. Franjo Tuđman prihvatio poziv predsjednika Predsjedništva BiH Alije Izetbegovića da posjeti BiH.[1]

### 3. travnja
- Londonski The Times upozorava da će američko odbijanje da se pošalje još 8.500 vojnika u BiH učvrstiti uvjerenje bosanskih Srba da Washington neće biti ustrajniji na području bivše Jugoslavije...te da mogu zadržati osvojena područja, samo ako izdrže dovoljno dugo.[1]
- Vlada, parlament i tijela hercegbosanskih vlasti radit će dok se područja ne podijele na kantone i u njima izaberu organi vlasti, izjavio kandidat za predsjednika Federacije BiH Krešimir Zubak u intervjuu Večernjem listu.[1]

### 4. travnja
- Provedba zagrebačkog sporazuma o prekidu vatre i razdvajanju snaga hrvatske vojske i lokalnih Srba se poštuje, u Istočnom sektoru otvorene su dvije nadzorne točke, između Nuštra i Bršadina i Vinkovaca i Mirkovaca.[1]
- Kako je priopćeno iz Ministarstva vanjskih poslova, dr. Mate Granić izrazio zabrinutost UNPROFOR-u u povodu srpskih artiljerijskih napada na Županju i Gunju u bosanskoj Posavini, te zločinima nad Muslimanima i Hrvatima na području Prijedora.[1]
- Srpske jedinice nastavljaju silovite napade na muslimansku enklavu Goražde, muslimanski branitelji uspjeli održati položaje, ali je proteklih dana na tom području poginulo 47 osoba, a više od 200 ih je teže ili lakše ranjeno.[1]
- Voditelj Ureda Republike Hrvatske u SRJ dr. Zvonimir Marković predao predsjedniku jugoslavenske vlade dr. Radoju Kontiću punomoćje hrvatske Vlade.[1]

### 5. travnja
- Postignut potpuni prekid vatra između hrvatske vojske i pobunjenih Srba, a oružje, je povučeno bez teškoća, istaknuto na konferenciji za novinare u Zagrebu načelnika stožera UNPROFOR-a generala Charlesa Richija.[1]
- Sarajevski radio javio da su srpske snage probile južne crte obrane Goražda, te zauzele nekoliko sela.[1]
- Međunarodni odbor Crvenog križa suspendirao planove za hitnu evakuaciju više tisuća Hrvata i Muslimana iz Prijedora, nakon što je Radovan Karadžić drastično ograničio broj ljudi kojima će biti dopuštena evakuacija.[1]

### 6. travnja
- U Bolu na Braču došlo do teškog incidenta kada su pripadnici UNPROFOR-a engleske nacionalnosti skinuli i potrgali hrvatsku zastavu.[1]
- Krivac za rušenje starog mosta u Mostaru je, jasno, onaj koji ga je srušio, ali i onaj tko je naručio i platio snimanje.Na cijelom prostoru BiH prisutne su sve moguće tajne službe,rekao veleposlanik Republike Hrvatske u BiH dr. Zdravko Sančević u intervjuu Večernjem listu.[1]

### 7. travnja
- U vojnom skladištu u Dubokom Jarku kraj Sesveta došlo do snažne eksplozije u kojoj je, prema prvim procjenama, bilo dvadesetak ranjenih. Detonacije su se čule i u središtu Zagreba, a projektili su padali po Sesvetama, Svetom Ivanu Zelini, Trnovčici i Ravnicama.[1]
- Na sastanku Kluba saborskih zastupnika HDZ-a, sazvanom zbog poznatih događaja s dvojicom predsjednika domova, Josipom Manolićem i Stjepanom Mesićem, predsjednik stranke dr. Franjo Tuđman ponudio Manoliću da, ako hoće ostane u stranci i bude zastupnikom u Saboru, ili da osnuje svoju stranku, ili da se priključi nekoj od 30-ak već postojećih stranaka.[1]

### 8. travnja
- Dan nakon strahovite eksplozije u vojnom skladištu u Dubokom jarku kraj Sesveta ustanovljeno da je petero ljudi u nesreći nestalo, a sedamnaest ozlijeđeno.[1]
- Delegacija Židovske općine Zagreba i izaslanstvo predsjednika Republike Hrvatske dr. Franje Tuđmana nisu u povodu židovskog blagdana Jom ha-šoa ve ha-gvura (Dan stradanja i junaštva) mogli položiti vijence na spomen području Jasenovac, jer, kako im je priopćeno na UNPROFOR-ovom check-pointu, Srbi ne dopuštaju da Predsjednikovo izaslanstvo i vijenac nastave put, tako da su vijenci bačeni u Savu 15 kilometara uzvodno od Jasenovca.[1]
- Veleposlanik BiH pri UN Muhamed Šećirbej izjavio da ključne informacije koje iz Goražda šalju promatrači UN ne dolaze cjelovite do sjedišta UN-a.[1]

### 9. travnja
- Američki predsjednik Bill Clinton izjavio da SAD ne isključuju uporabu sile radi zaštite snaga UN u Goraždu, koje je pod srpskom opsadom.[1]

### 10. travnja
- Dva NATO-va zrakoplova F-16 C bombardirala srpske položaje u muslimanskoj enklavi u Goraždu, javlja Hina, koja također izvještava da je južni dio Goražda pao u srpske ruke. Odluku o napadu donio je Y. Akashi, konzultirajući se s Boutrosom Ghalijem.[1]

### 22. travnja
- Snage NATO otpočet će zračne napade na položaje bosanskih Srba ne bude li ispunjen samo jedan od uvjeta koje je Sjeveroatlanski savez uputio iz Bruxellesa, i to, da odmah prestanu napadi bosanskih Srba na Goražde, da se srpske snage povuku od središta prije 24. travnja u 2 sata po ponoći, te ako snage UN, konvoji humanitarne pomoći i medicinske ekipe ne budu mogli slobodno, bez zapreke ući u Goražde.[2]

### 23. travnja
- Raskol u HDZ-u nije uspio, poruka je koju je Predsjedništvo stranke uputilo članstvu i javnosti. Svojom zasebnom političkom djelatnošću i inicijativom za osnivanje nove stranke, Manolić i Mesić nastavili su i produbili rabotu onih što su iz oporbe i izvana pozivali na promjenu ustavnog poretka, ostavku predsjednika Republike i prijevremene izbore.[2]
- I nakon ultimatuma NATO-a i stupanja na snagu prekida vatre, što ga je u petak 22 sata utanačio Yasushi Akashi sa Slobodanom Miloševićem, Karadžićem i Mladićem, Srbi nastavljaju granatirati Goražde.[2]
- U 81. godini preminuo bivši, 87. po redu, američki predsjednik Richard Nixon.[2]
- Rusija podržala ultimatum koji je NATO objavio bosanskim Srbima, a Kozirev ističe da zračni udari moraju biti koordinirani s UN i da ne smiju izići iz okvira zaštite sigurnosne zone.[2]

### 24. travnja
- Posebni izaslanik UN Yasushi Akashi izjavio novinarima u Zagrebu da Srbi u Goraždu uglavnom poštuju ultimatum, te da nema potrebe za zračnim udarima. Vođa Bosanskih Srba Karadžić izjavio u Beogradu da nema razloga za bombardiranje, jer Srbi u potpunosti poštuju sporazum sklopljen s UN u Beogradu.[2]
- Zatišje je u Goraždu nastalo kada je postrojbe UNPROFOR-a u subotu 23. travnja navečer ušla u Goražde a zrakoplovi NATO-a nadlijetali grad.[2]
- U srpskim bombardiranjima Goražda od početka ofenzive 29. ožujka poginulo 715 osoba a 1970 ih je ranjeno, objavila glasnogovornica UNCHR-a Sylvana Foa.[2]

### 25. travnja
- Moj posjet Beogradu uvjetovali smo otvaranjem komunikacija, i na to nismo dobili izravan odgovor. Beograd i posredno i izravno šalje poruke da želi pregovarati. Mi jesno za normalizaciju, ali će njezina brzina ovisiti o procesu reintegracije okupiranih područja, izjavio dr. Mate Granić u intervjuu Večernjem listu.[2]
- Dok je Srba postojat će tri srpske države - Srbija, republika srpska i republika srpska krajina, izjavio Milan Martić na komemorativnom skupu u Jasenovcu, kome su, među ostalima, prisustvovali iz Beograda Buba Morina, Klara Mandić, Borislav Mikelić, a umjesto očekivanog patrijarha Pavla stigao je episkop slavonski Lukijan.[2]
- Jačamo hrvatski loby, želimo izgraditi zajedništvo iseljenih Hrvata kakvo su postigli drugi iseljenički narodi, poput Židova, Iraca, Talijana, Poljaka, rekao ravnatelj Hrvatske matice iseljenika Hrvatskog informativnog centra Ante Beljo u intervjuu Večernjem listu.[2]

### 26. travnja
- Iz srpske agresivne politike osvajanja tuđih teritorija izrastao je brutalan rat u Hrvatskoj i BiH, rekao predsjednik Sabora Stjepan Mesić, koji je vodio višestranačko izaslanstvo Sabora u razgovoru s izaslanstvom ruske državne Dume u Zagrebu.[2]
- General-pukovnik Ante Roso razriješen, na sjednici Predsjedničkog vijeća Herceg-Bosne u Mostaru, dužnosti načelnika glavnog stožera HVO-a i imenovan, u ime hrvatskog naroda, na najvišu dužnost u Združeno zapovjedništvo HVO-a i Armije BiH.[2]
- Slobodan Milošević iz Srbije, bosanski vođa Radova Karadžić i general Ratko Mladić opsjednuti su psihopatskom mržnjom. Bez grižnje savjesti ubijaju civile u Goraždu, jer, ti ljudi pripadaju drugoj vjeri, piše Anthony Lewis u New York Timesu.[2]
- Izvaci iz zadnje knjige preminulog američkog predsjednika Nixona pokazuju da je bio vrlo kritičan prema politici sadašnjeg predsjednika prema Bosni, koja je bila meka, slaba i neodlučna.[2]

### 27. travnja
- Zapovjednik Hrvatske vojske zbornog područja Osijek, general-bojnik Đuro Dečak, izjavio na konferenciji za novinare u Osijeku da odredbe Zagrebačkog sporazuma nisu u Istočnom sektoru u cijelosti provedene, jer srpska strana još nije premjestila teško oružje na udaljenost od 10 kilometara od crte prekida vatre.[2]
- U Londonu počela rad Skupina za kontakte predstavnika SAD, Rusije, Velike Britanije, Francuske, Njemačke, UN i Europske unije, čiji je zadatak rješavanje krize u bivšoj Jugoslaviji.[2]
- Posebni izaslanik glavnog tajnika UN-a Yasushi Akashi smatra da zračni napadi oko Goražda trenutačno nisu potrebni jer su snage bosanskih Srba povukle teško naoružanje izvan zone isključenja 20 kilometara oko grada, objavljeno u priopćenju UNPROFOR-a u Zagrebu.[2]
- Vijeće sigurnosti UN odobrilo slanje dodatnih 6.500 vojnika snagama UNPROFOR-a na području bivše Jugoslavije.[2]

### 28. travnja
- Predsjednik Republike Hrvatske dr. Franjo Tuđman priopćio američkom veleposlaniku u Hrvatskoj Peteru Galbraithu, kojega je primio u Predsjedničkim dvorima, da će se odmah pristupiti pregovorima o zaključenju sporazuma Vlade RH i Vlade SAD o gospodarskoj, tehničkoj i drugoj pomoći.[2]
- Voditelj delegacije Republike Hrvatske za pregovore sa Srbima iz privremeno okupiranih teritorija ing. Hrvoje Šarinić uputio posebnom izaslaniku glavnog tajnika UN Yasushiju Akashiju pismo, u kojem stoji da srpska strana nije izvršila brojne obveze koje je preuzela Sporazumom o prekidu vatre, od kojih posebno ističe izvlačenje teškog oružja, razdvajanje snaga, te da nije prihvatila rad policije prema prijedlogu UNCIVPOL-a.[2]

### 29. travnja
- Predsjednik Republike Hrvatske dr. Franjo Tuđman primio u Predsjedničkim dvorima posebnog izaslanika američkog Predsjednika za bivšu Jugoslaviju Charlesa Redmana.[2]
- Hrvatska i SAD potpisale u Zagrebu prvi financijski dogovor o američkom kreditu od deset milijuna dolara za uvoz pamuka.[2]

### 30. travnja
- Parlamentarci iz više desetaka zemalja sa svih kontinenata okupljeni u Europskom parlamentu u Bruxellesu uputili apel svjetskoj javnosti da se zaustavi srpski agresor u Bosni i da se žrtvama agresije ukine embargo na oružje.[2]